# Theory of a Deadman (álbum)
Theory Of A Deadman es el primer álbum de la banda canadiense de rock Theory of a Deadman. Salió a la venta el 17 de septiembre de 2002.

## Información
El álbum cuenta con dos de sus más exitosos singles, Make Up Your Mind y Nothing Could Come Between Us. También tiene los sencillos Point To Prove y The Last Song (el cual originalmente se llamaría Theory Of A Deadman, pero fue cambiado para darle este nombre a la banda). El álbum contenía la etiqueta de Parental Advisory por las letras explícitas en las canciones Invisible Man y Any Other Way. Una versión del álbum con las letras explícitas cambiadas fue realizado para remover dicha etiqueta.
Todas las canciones del álbum fueron escritas por Tyler Connolly y Chad Kroeger. Toda la música fue compuesta por Theory of a Deadman.

## Lista de canciones
| N.º | Título                          | Duración |  |
| 1.  | «Invisible Man»                 | 2:41     |  |
| 2.  | «Nothing Could Come Between Us» | 3:24     |  |
| 3.  | «Make Up Your Mind»             | 4:02     |  |
| 4.  | «Point To Prove»                | 3:38     |  |
| 5.  | «Leg To Stand On»               | 3:26     |  |
| 6.  | «What You Deserve»              | 4:00     |  |
| 7.  | «The Last Song»                 | 4:27     |  |
| 8.  | «Say I'm Sorry»                 | 3:15     |  |
| 9.  | «Any Other Way»                 | 3:47     |  |
| 10. | «Confession»                    | 3:57     |  |

### Edición especial del 2009
| N.º | Título           | Duración |  |
| 11. | «Above This»     | 2:16     |  |
| 12. | «Inside»         | 3:08     |  |
| 13. | «Midnight Rider» | 3:09     |  |

## Personal
- Tyler Connolly: voces y guitarra principal.
- Dave Brenner: guitarra rítmica y voces de fondo.
- Dean Back: bajo y voces de fondo.
- Tim Hart: batería y voces de fondo.
- Danny Craig: batería en «What You Deserve».

- Datos: Q977214